# 伊朗王国大会
伊朗王国大会（波斯語：‎，羅馬化：Anjoman-e Pâdeshâhi-ye Irân），又称閃雷（波斯語：‎，羅馬化：Tondar），是總部设在美国洛杉矶的伊朗流亡反对派团体，該團體主張推翻伊朗伊斯蘭共和國，恢復巴列维王朝统治。该團體目前在伊朗伊斯兰共和国屬於非法組織，不過在美国不屬於恐怖组织。 
2008年，该组织在設拉子一清真寺發動襲擊 ，導致12人死亡，202人受伤。2010年，該組織在伊朗德黑兰霍梅尼陵發動炸彈襲擊，導致數人身亡。 2020年8月1日，伊朗宣布抓获伊朗王国大会負責人贾姆希德·沙尔马赫德，伊朗當局指控其策劃2008年设拉子清真寺爆炸案。